# Битва під Стародубом (1562)
Битва під Стародубом відбулася 1562 року між військами Філона Кміти та Московського царства. Бій став частиною Другого періоду Лівонської війни, що розпочався 1562 року.

## Історія бою
Вражений перемогами Філона Кміти під Остром та в поході на Чернігів, князь Костянтин Острозький, знову надсилає йому 600 білгородських татар, які перебували на його платні, під керівництвом Єзехози та Абакайчика, заохочуючи його, аби напав з ними на ворожі кордони і урівняв знищення, яких зазнавала Литва. Не гаючи часу, узявши з собою ще близько 400 добровільної дружини та гомельського ротмістра Калинського, вирушив під Стародуб. Як тільки опинився під замком, негайно почалася битва. Кміта отримав нову перемогу: п'ятсот ворогів полягло на полі, в число полонених взяли стародубського воєводу і боярина Козлова. Філон розташувався кошем на бойовиську, а Татар, в нагороду за виявлену ними мужність, послав на плюндрування прилеглого довкілля. Обтяжений здобиччю, вже почав повернення, коли помітив, що залоги з Почепа та ближчих замків женуться за ними в погоню під керівництвом князів Василя Івановича Тьомкіна та Василя Волкова, які, маючи з собою три тисячі вершників та чотириста піших, нагнали Кміту в шести милях від Стародуба на річці Снов. Не змінивши кроку, вишикувавши стрій, прийняв бій, ворога розбив вщент, Волков поліг смертю хоробрих, живий Тьомкін потрапив у руки переможців, піймано 200 полонених, в числі яких вісімнадцять царських дворян. Справа малоймовірна: з війська Філона загинув тільки один татарин!